# Sergej Ćetković
Sergej Ćetković (Muntenegreană: Сергеј Ћетковић,) este un cântăreț renumit  atât în Muntenegru  cât și în toată fosta Iugoslavie.

## Biografie
Sergej s-a născut în Titograd (actuala capitală a Muntenegrului, Podgorica), Iugoslavia pe 8 martie 1976.
Primal contact cu muzica la avut când avea doar șapte ani. Prima sa apariție a fost ca membru al unei formați de copii  numită “Vatrena srca” (Inimi pasionate). El cânta la pian și era și solist. El și-a început cariera de cântăreț în 1998 la cunoscutul festival “Sunčane skale” cu piesa “Bila si ruža”. Doi ani mai târziu după debutul său solo a scos primal său CD numit “Kristina” în decembrie 2000. Albumul a avut un succes neașteptat iar casa de discuri “Gorator” a cumpărat drepturile de autor  și a început vânzarea albumul în toată fosta Iugoslavie.
La exact doi ani după albumul de debut Sergej a scos unul nou numit “Budi mi voda” (“Fi apa mea”) în decembrie 2002. Albumul conținea 12 noi piese. În 2003 el participă la “festivalul Budvanski” cu piesa “Postojim i ja” care a câștigat un premiu. În 2005 Goraton a publicat un “Best Of” .
După asta, Sergej a publicat al treilea CD numit “Kad ti zatreba” cu 10 piese noi. Cel mai popular cântec după acest album a fost “Pogledi u tami”.
În 2007, Sergej a avut un succes foarte mare în timpul unui turneu în Serbia și în Muntenegru. Fiecare concert a avut toate biletele vândute. Piesa cea mai cunoscută din acest turneu a fost “Pogledi u tami”.

## Discografie
- Kristina (2000)
- Budi mi voda(2003)
- Kad ti zatreba(2005)
- Pola moga svijeta (2007)
- 2 minuta (2010)

| Premii și realizări                         | Premii și realizări                             | Premii și realizări    |
| ------------------------------------------- | ----------------------------------------------- | ---------------------- |
| Predecesor: Who See și Nina Žižić "Igranka" | Muntenegru la Concursul Muzical Eurovision 2014 | Succesor: Knez- Adio " |